# نووآندریفکا (باشقیرستان)
نووآندریفکا (انگلیسی: Novoandreyevka, Republic of Bashkortostan) یک شهرک در شهرستان کارماسکالینسکی استان باشقیرستان کشور روسیه است.